# Unorthodox
Az Unorthodox amerikai doom/stoner/progresszív metal együttes. 1987-ben alakultak Marylandben, eredetileg Asylum néven. Mivel már létezett egy zenekar ilyen néven, ezért Unorthodox-ra változtatták a nevüket.

## Diszkográfia
- Asylum (Hellhound Records 1993, 2007-ben újból megjelent "Asylum +3" néven a Bipolar Demand Records gondozásában)
- Balance of Power (Hellhound Records 1995)
- Awaken (The Church Within Records 2008)